# Swing Life Away
"Swing Life Away" é uma canção escrita pela banda norte-americana Rise Against.
É o segundo single do terceiro álbum de estúdio Siren Song of the Counter Culture.